# Hong Kong nos Jogos Olímpicos de Verão de 2008
A Região Administrativa Especial de Hong Kong da República Popular da China enviou uma delegação para competir nos Jogos Olímpicos de Verão de 2008, em Pequim. Hong Kong também foi anfitrião das competições de hipismo dos jogos de Pequim. Os competidores de Hong Kong participaram pela primeira vez do torneio olímpico de hipismo.

### 

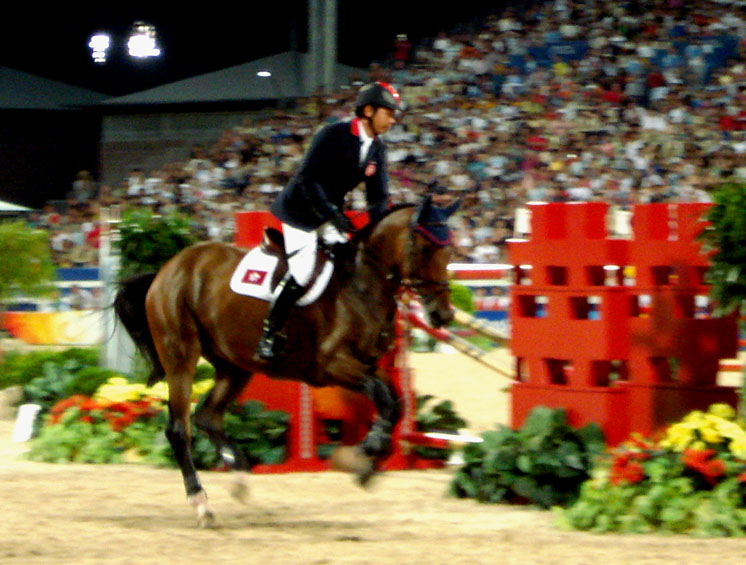
Kenneth Cheng motando Can Do durante as competições de saltos.

## Desempenho

### Atletismo
| Atleta      | Prova           | Elim. | Elim. | 1/4 de final | 1/4 de final | Semifinal   | Semifinal   | Final       | Final       |
| Atleta      | Prova           | Res.  | Pos.  | Res.         | Pos.         | Res.        | Pos.        | Res.        | Pos.        |
| ----------- | --------------- | ----- | ----- | ------------ | ------------ | ----------- | ----------- | ----------- | ----------- |
| Lai Chun Ho | 100 m masculino | 10s63 | 56º   | Não avançou  | Não avançou  | Não avançou | Não avançou | Não avançou | Não avançou |
| Wan Kin Yee | 100 m feminino  | 12s37 | 60º   | Não avançou  | Não avançou  | Não avançou | Não avançou | Não avançou | Não avançou |

### Badminton
| Atleta        | Prova             | 1/32 de final                | 1/16 de final                | 1/8 de final                      | 1/4 de final           | Semifinais             | Final                  | Final       |
| Atleta        | Prova             | Adversário e resultado       | Adversário e resultado       | Adversário e resultado            | Adversário e resultado | Adversário e resultado | Adversário e resultado | Pos.        |
| ------------- | ----------------- | ---------------------------- | ---------------------------- | --------------------------------- | ---------------------- | ---------------------- | ---------------------- | ----------- |
| Ng Wei        | Simples masculino | CHN (1) Lin D. D 16-21 13-21 | Não avançou                  | Não avançou                       | Não avançou            | Não avançou            | Não avançou            | Não avançou |
| Yip Pui Yin   | Simples feminino  | GBR T. Hallam D 15-21 17-21  | Não avançou                  | Não avançou                       | Não avançou            | Não avançou            | Não avançou            | Não avançou |
| (4) Wang Chen | Simples feminino  |                              | SVK E. Sládeková V 21-7 21-7 | IND S. Nehwal D 19-21 21-11 11-21 | Não avançou            | Não avançou            | Não avançou            | Não avançou |

### Ciclismo Estrada
| Atleta     | Prova                        | Tempo              | Pos. |
| ---------- | ---------------------------- | ------------------ | ---- |
| Wu Kin San | Corrida em estrada masculina | 7h 05' 57 (+42:08) | 88º  |

### Ciclismo Mountain Bike
| Atleta         | Prova                   | Tempo | Pos. |
| -------------- | ----------------------- | ----- | ---- |
| Chan Chun Hing | Cross-country masculino | DNF   | DNF  |

### Ciclismo Pista
Por pontos
| Atleta       | Prova                        | Pontos/Voltas | Pos. |
| ------------ | ---------------------------- | ------------- | ---- |
| Wong Kam-Po  | Corrida por pontos masculino | 5             | 15   |
| Wong Wan Yiu | Corrida por pontos feminino  | 0             | 15   |

### Esgrima
| Atleta          | Prova                        | 1/32 de final          | 1/16 de final                | 1/8 de final           | 1/4 de final           | Semifinais             | Final                  |
| Atleta          | Prova                        | Adversário e resultado | Adversário e resultado       | Adversário e resultado | Adversário e resultado | Adversário e resultado | Adversário e resultado |
| --------------- | ---------------------------- | ---------------------- | ---------------------------- | ---------------------- | ---------------------- | ---------------------- | ---------------------- |
| Lau Kwok Kin    | Florete individual masculino |                        | JPN K. Chida D 6-15          | Não avançou            | Não avançou            | Não avançou            | Não avançou            |
| Yeung Chui Ling | Espada individual feminino   |                        | HUN I. Mincza-Nebald D 11-15 | Não avançou            | Não avançou            | Não avançou            | Não avançou            |
| Chow Tsz Ki     | Sabre individual feminino    |                        | CHN Bao Y. D 5-15            | Não avançou            | Não avançou            | Não avançou            | Não avançou            |

### Hipismo
Saltos
| Atleta        | Cavalo | Prova      | Ind. Fase 1 | Ind. Fase 1 | Ind. Fase 2 | Ind. Fase 2 | Ind. Fase 2 | Ind. Fase 3 | Ind. Fase 3 | Ind. Fase 3 | Final       | Final       | Final       | Final       | Final       | Final       |
| Atleta        | Cavalo | Prova      | Ind. Fase 1 | Ind. Fase 1 | Ind. Fase 2 | Ind. Fase 2 | Ind. Fase 2 | Ind. Fase 3 | Ind. Fase 3 | Ind. Fase 3 | Fase A      | Fase A      | Fase B      | Fase B      | Total       | Total       |
| Atleta        | Cavalo | Prova      | Pen.        | Pos.        | Pen.        | Total       | Pos.        | Pen.        | Total       | Pos.        | Pen.        | Pos.        | Pen.        | Pos.        | Pen.        | Pos.        |
| ------------- | ------ | ---------- | ----------- | ----------- | ----------- | ----------- | ----------- | ----------- | ----------- | ----------- | ----------- | ----------- | ----------- | ----------- | ----------- | ----------- |
| Kenneth Cheng | Can Do | Individual | 6           | 46 T        | 21          | 27          | 57          | Não avançou | Não avançou | Não avançou | Não avançou | Não avançou | Não avançou | Não avançou | Não avançou | Não avançou |
| Patrick Lam   | Urban  | Individual | 0           | 1 T         | 9           | 9           | 22 T        | 36          | 45          | 46          | Não avançou | Não avançou | Não avançou | Não avançou | Não avançou | Não avançou |
| Samantha Lam  | Tresor | Individual | 14          | 66 T        | 29          | 43          | 63 T        | Não avançou | Não avançou | Não avançou | Não avançou | Não avançou | Não avançou | Não avançou | Não avançou | Não avançou |

Equipes
| Atleta                                 | Cavalo              | Prova              | Qualificatória | Qualificatória | Final  | Final  | Final       | Final       | Final       | Final       | Final       | Final       |
| Atleta                                 | Cavalo              | Prova              | Qualificatória | Qualificatória | Fase 1 | Fase 1 | Fase 2      | Fase 2      | Total       | Total       | Desempate   | Desempate   |
| Atleta                                 | Cavalo              | Prova              | Pen.           | Pos.           | Pen.   | Pos.   | Pen.        | Pos.        | Pen.        | Pos.        | Pen.        | Pos.        |
| -------------------------------------- | ------------------- | ------------------ | -------------- | -------------- | ------ | ------ | ----------- | ----------- | ----------- | ----------- | ----------- | ----------- |
| Kenneth Cheng Patrick Lam Samantha Lam | Can Do Urban Tresor | Saltos por equipes | 20             | 11             | 59     | 15     | Não avançou | Não avançou | Não avançou | Não avançou | Não avançou | Não avançou |

### Natação
| Hoi Shun Stephanie Au     | 400 m livre feminino     | 4:14.82 | 24 |             |             | Não avançou | Não avançou |             |             |
| Hoi Shun Stephanie Au     | 200 m livre feminino     | 2:00.85 | 31 | Não avançou | Não avançou | Não avançou | Não avançou |             |             |
| Hoi Shun Stephanie Au     | 800 m livre feminino     | 8:41.66 | 29 |             |             | Não avançou | Não avançou | Não avançou | Não avançou |
| Yu Ning Elaine Chan       | 50 m livre feminino      | 0:26.54 | 44 | Não avançou | Não avançou | Não avançou | Não avançou | Não avançou | Não avançou |
| Hiu Wai Sherry Tsai       | 200 m medley feminino    | 2:18.91 | 33 | Não avançou | Não avançou | Não avançou | Não avançou |             |             |
| Hiu Wai Sherry Tsai       | 100 m costas feminino    | 1:02.68 | 34 | Não avançou | Não avançou | Não avançou | Não avançou | Não avançou | Não avançou |
| Hannah Jane Arnett Wilson | 100 m borboleta feminino | 0:59.35 | 30 | Não avançou | Não avançou | Não avançou | Não avançou | Não avançou | Não avançou |
| Hannah Jane Arnett Wilson | 100 m livre feminino     | 0:55.32 | 26 | Não avançou | Não avançou | Não avançou | Não avançou |             |             |

### Remo
| Atleta                     | Prova                      | Elim.   | Elim. | Repescagem | Repescagem | 1/4 de final | 1/4 de final | Semifinais | Semifinais | Final   | Final |
| Atleta                     | Prova                      | Tempo   | Pos.  | Tempo      | Pos.       | Tempo        | Pos.         | Tempo      | Pos.       | Tempo   | Pos.  |
| -------------------------- | -------------------------- | ------- | ----- | ---------- | ---------- | ------------ | ------------ | ---------- | ---------- | ------- | ----- |
| Law Hiu Fung               | Skiff simples masculino    | 7:45.96 | 3 Q   |            |            | 7:29.21      | 6 SC/D       | 7:32.61    | 6 FD       | 7:06.17 | 20    |
| Chow Kwong Wing So Sau Wah | Skiff duplo leve masculino | 6:34.51 | 4 R   | 6:58.71    | 5 SC/D     |              |              | 6:33.79    | 3 FC       | 6:34.48 | 16    |
| Lee Ka Man                 | Skiff simples feminino     | 8:23.02 | 5 Q   | 8:04.68    | 6 SC/D     | 8:30.80      | 6 FE         | 7:56.07    | 23         |         |       |

### Tênis de mesa
Masculino
| Atleta         | Prova      | Preliminar             | Fase 1                 | Fase 2                    | Fase 3                   | Fase 4                        | 1/4 de final            | Semifinais             | Final                  |
| Atleta         | Prova      | Adversário e resultado | Adversário e resultado | Adversário e resultado    | Adversário e resultado   | Adversário e resultado        | Adversário e resultado  | Adversário e resultado | Adversário e resultado |
| -------------- | ---------- | ---------------------- | ---------------------- | ------------------------- | ------------------------ | ----------------------------- | ----------------------- | ---------------------- | ---------------------- |
| (9) Cheung Yuk | Individual |                        |                        |                           | SWE J. Persson D 1 - 4   | Não avançou                   | Não avançou             | Não avançou            | Não avançou            |
| Ko Lai Chak    | Individual |                        |                        | GRE G. Panagiotis V 4 - 3 | KOR (6) Ryu S-M. V 4 - 2 | GER (11) D. Ovtcharov V 4 - 1 | CHN (1) Wang H. D 1 - 4 | Não avançou            | Não avançou            |
| Li Ching       | Individual |                        |                        |                           | PRK Jang S-M. V 4 - 1    | CRO Tan R. D 2 - 4            | Não avançou             | Não avançou            | Não avançou            |

Masculino por equipes
13 de agosto
| HKG | 3 – 1 | RUS |
| HKG | 3 - 0 | NGR |

14 de agosto
| HKG | 0 - 3 | JPN |

| Equipe        | Pts | J | V | D | GV | GP |
| ------------- | --- | - | - | - | -- | -- |
| JPN Japão     | 6   | 3 | 3 | 0 | 9  | 0  |
| HKG Hong Kong | 5   | 3 | 2 | 1 | 6  | 4  |
| NGR Nigéria   | 4   | 3 | 1 | 2 | 3  | 8  |
| RUS Rússia    | 3   | 3 | 0 | 3 | 3  | 9  |

Disputa do bronze - 1ª rodada: Venceu  Taipé Chinês (TPE) 3 - 0

Disputa do bronze - 2ª rodada: Perdeu para  Coreia do Sul (KOR) 3 - 1
Feminino
| Atleta        | Prova      | Preliminar             | Fase 1                 | Fase 2                 | Fase 3                    | Fase 4                 | 1/4 de final            | Semifinais             | Final                  |
| Atleta        | Prova      | Adversário e resultado | Adversário e resultado | Adversário e resultado | Adversário e resultado    | Adversário e resultado | Adversário e resultado  | Adversário e resultado | Adversário e resultado |
| ------------- | ---------- | ---------------------- | ---------------------- | ---------------------- | ------------------------- | ---------------------- | ----------------------- | ---------------------- | ---------------------- |
| Lau Sui Fei   | Individual |                        |                        | FRA X-Y. Fang V 4 - 1  | CHN (2) Guo Y. D 0 - 4    | Não avançou            | Não avançou             | Não avançou            | Não avançou            |
| (10) Lin Ling | Individual |                        |                        |                        | BLR T. Kostromina V 4 - 0 | SIN (4) Li J. D 3 - 4  | Não avançou             | Não avançou            | Não avançou            |
| (7) Tie Ya Na | Individual |                        |                        |                        | ESP Shen Y. V 4 - 1       | AUT Li Q. V 4 - 3      | CHN (3) Wang N. D 1 - 4 | Não avançou            | Não avançou            |

Feminino por equipes
13 de agosto
| HKG | 3 - 0 | POL |

14 de agosto
| HKG | 3 - 0 | ROU |
| HKG | 3 - 0 | GER |

| Equipe        | Pts | J | V | D | GV | GP |
| ------------- | --- | - | - | - | -- | -- |
| HKG Hong Kong | 6   | 3 | 3 | 0 | 9  | 0  |
| ROM Romênia   | 5   | 3 | 2 | 1 | 6  | 5  |
| POL Polônia   | 4   | 3 | 1 | 2 | 5  | 7  |
| GER Alemanha  | 3   | 3 | 0 | 3 | 1  | 9  |

Semifinal: Perdeu para  China (CHN) 3 - 0

Disputa do bronze - 2ª rodada: Perdeu para  Japão (JPN) 3 - 2

### Tiro
| Atleta   | Prova                      | Qual.  | Qual. | Final       | Final       |
| Atleta   | Prova                      | Escore | Pos.  | Escore      | Pos.        |
| -------- | -------------------------- | ------ | ----- | ----------- | ----------- |
| Wong Fai | Tiro rápido 25 m masculino | 558    | 18    | Não avançou | Não avançou |

### Triatlo
| Atleta            | Prova     | Natação           | Ciclismo | Corrida | Total      | Pos. |
| ----------------- | --------- | ----------------- | -------- | ------- | ---------- | ---- |
| Daniel Chi Wo Lee | Masculino | 18:54             | 58:24    | 36:22   | 1:54:40.78 | 43   |
| Tania So Ning Mak | Feminino  | 21:18 (+1:29) 54ª |          |         | -1 volta   | —    |

### Vela
| Atleta        | Prova          | Regata | Regata | Regata | Regata | Regata | Regata | Regata | Regata | Regata | Regata | Regata | Pts. | Pos. |
| Atleta        | Prova          | 1      | 2      | 3      | 4      | 5      | 6      | 7      | 8      | 9      | 10     | M      | Pts. | Pos. |
| ------------- | -------------- | ------ | ------ | ------ | ------ | ------ | ------ | ------ | ------ | ------ | ------ | ------ | ---- | ---- |
| Chan King Yin | RS:X masculino | 5      | 4      | 2      | 5      | 3      | 33     | 21     | 27     | 7      | 8      | 2      | 84   | 6    |
| Chan Wai Kei  | RS:X feminino  | 10     | 10     | 6      | 13     | 7      | 12     | 6      | 7      | 14     | 4      | 18     | 93   | 9    |

Legenda
| Recorde mundial      | Recorde mundial (World record)               |                       | Recorde africano                      | Recorde africano (African) |                                           | Q | Classificado por posição (Qualified) |
| Recorde olímpico     | Recorde olímpico (Olympic record)            | Recorde da América    | Recorde da América (Americas)         | q                          | Classificado por melhor tempo (Qualified) |   |                                      |
| Melhor marca do ano  | Melhor marca do ano (World leading)          | Recorde asiático      | Recorde asiático (Asian)              | DNS                        | Não largou (Did not start)                |   |                                      |
| Recorde nacional     | Recorde nacional (National record)           | Recorde europeu       | Recorde europeu (European)            | DNF                        | Não terminou (Did not finish)             |   |                                      |
| Recorde pessoal      | Recorde pessoal do atleta (Personal best)    | Recorde da Oceania    | Recorde da Oceania (Oceania)          | DSQ / DQ                   | Desclassificado (Disqualified)            |   |                                      |
| Recorde da temporada | Recorde da temporada do atleta (Season best) | Recorde sul-americano | Recorde sul-americano (South America) | NM                         | Sem marca (No mark)                       |   |                                      |

### Remo
| S | Classificado(a) para as semifinais |    |                        | FA | Final A (disputa de medalhas) |  |  | FD | Final D (sem medalhas) |
| Q | Classificado(a) para as quartas    | FB | Final B (sem medalhas) | FE | Final E (sem medalhas)        |  |  |    |                        |
| R | Classificado(a) para a repescagem  | FC | Final C (sem medalhas) | FF | Final F (sem medalhas)        |  |  |    |                        |

### Vela
| M   | Regata da Medalha da qual só participam os dez primeiros colocados das regatas anteriores  |  |  | CAN | Regata cancelada |
| BFD | Desclassificado por bandeira preta (Black Flag Disqualified)                               |  |  |     |                  |
| UFD | Desclassificado por bandeira "U" (U Flag Disqualified)                                     |  |  |     |                  |
| OCS | Largada queimada (On the Course Side of the starting line)                                 |  |  |     |                  |
| DNE | Desclassificação sem eliminação (infração a um item do regulamento da prova – Did Not End) |  |  |     |                  |